# Bóxer ajustado

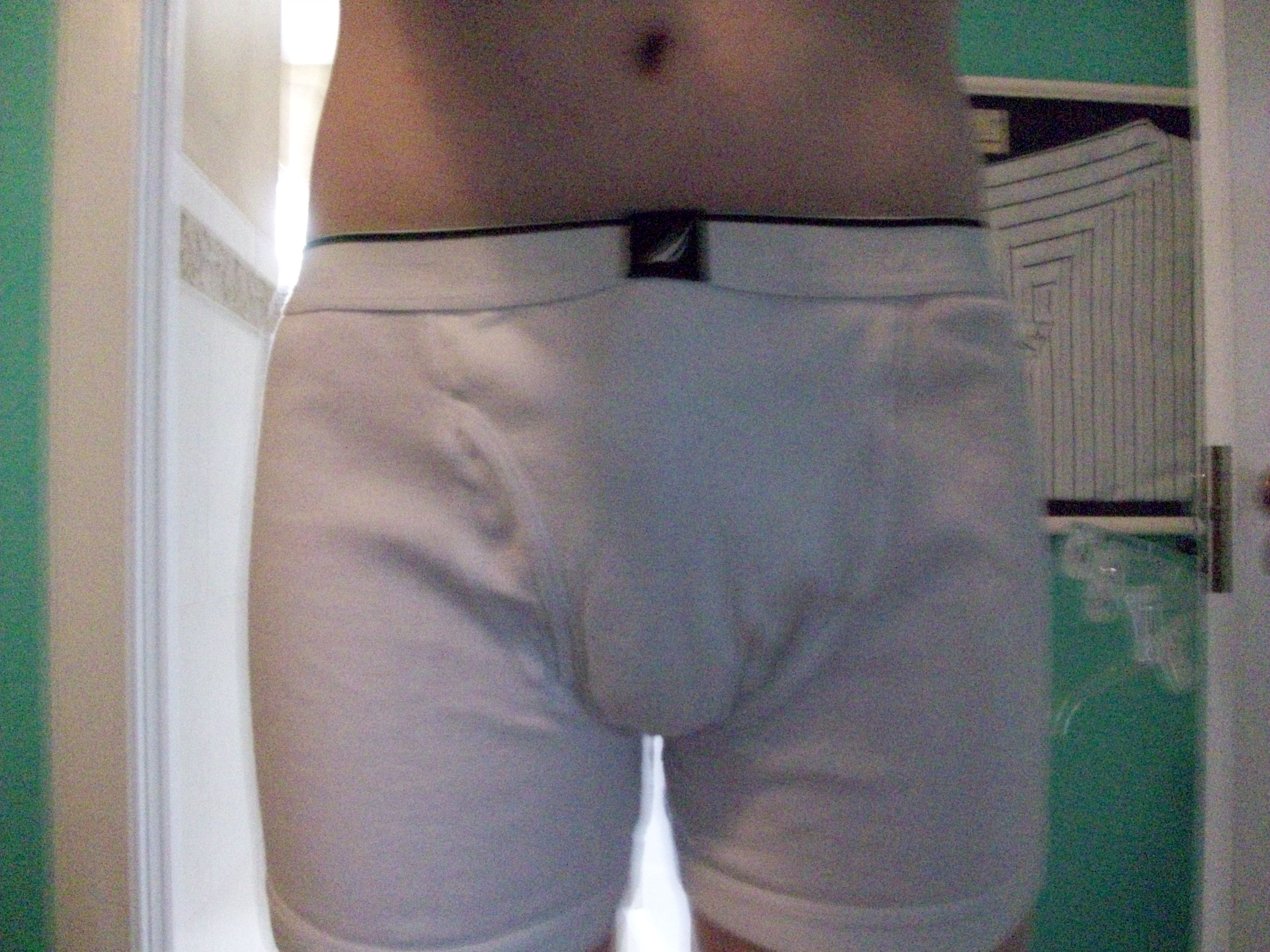
Bóxerajustado

El bóxer slip/eslip o bóxer ajustado, también llamado trunk o A-Front en inglés, es un tipo híbrido de ropa interior masculina que son largos en la pierna, similares a los bóxeres clásicos, pero ajustados como las trusas. Surgieron como un estilo en la década de 1990 y se usan comúnmente para deportes y como ropa interior de todos los días.

## Historia
Se creía comúnmente que los bóxeres ajustados fueron creados por el diseñador estadounidense John Varvatos durante su período en la casa de moda Calvin Klein como jefe de diseño de ropa masculina. Sin embargo, el estilo estuvo disponible mucho antes, como los diseñados por el diseñador italiano Giorgio Armani y como los que usó el actor Richard Gere en la película American Gigolo de 1980.
Se hicieron famosos por una serie de anuncios impresos de 1992 que presentaban al actor Mark Wahlberg, y han sido llamados «una de las mayores revoluciones de la indumentaria del siglo». Sobre su creación, Varvatos dijo en 2010: «Simplemente cortamos un par de calzoncillos largos y pensamos, esto podría ser genial...».

## Diseño
El diseño del bóxer ajustado ofrece una cobertura de forma ceñida a la cintura y de la cintura hasta los muslos. Por lo general están hechas de una combinación de algodón y elastano, poliéster o un material suave de franela. La banda de cintura es generalmente una banda separada de material elástico, a menudo en un color que contraste con el material de algodón o franela que comprende el resto de los escritos del bóxer. La banda elástica a menudo tiene el nombre del fabricante impreso en ella. También puede haber cosido elástico adicional alrededor del extremo inferior de la parte de muslo de la prenda.

## Moda
Los bóxeres ajustados se están volviendo los preferidos en los adolescentes estadounidenses, australianos, británicos, canadienses, mexicanos y lo mismo ocurre con muchos países latinoamericanos y europeos. Esto ocurre debido a que muchos encuentran los slips muy ajustados y los bóxeres comunes muy flojos. Muchas veces son fabricados con una especie de “bolsa”, para posicionar los testículos hacia adelante, y así darle al pene un mayor espacio. Al ser apretados, revela ligeramente la forma del pene. A diferencia de las trusas y los bóxeres medios, estos generalmente no tienen elastizada la zona de las piernas, sino que se basan en la elasticidad del tejido de apoyo, aumentando así su comodidad.

## Tipos

### Minibóxeres
Son bóxeres ajustados, pero más cortos de las piernas y que da la impresión de simplemente ser un bóxer corto, generalmente carecen de una bolsa para dar más espacio. Son los más demandados actualmente. También se utiliza como traje de baño.

### Trunk
El trunk es un tipo de bóxer corto que es ligeramente más corto en la pierna y también se puede utilizar como traje de baño. A diferencia de los bóxeres ajustados, no suelen ser ajustados en las piernas. Confían más en la elasticidad general del tejido de apoyo, lo que hace las aberturas para las piernas más cómodo. También puede ser usado bajo el bañador de tipo bermuda.